# رون تايلور (لاعب كرة قاعدة)
رون تايلور هو لاعب كرة قاعدة كندي، ولد في 13 ديسمبر 1937 في تورونتو في كندا.

## وصلات خارجية
- رون تايلور على موقعبيزبول رفرنس.كوم (الدوري الرئيسي) (الإنجليزية)
- رون تايلور على موقع قاعة كندا للمشاهير الرياضية (الإنجليزية)
- رون تايلور على موقع قاعة أونتاريو للمشاهير الرياضية (مؤرشف) (الإنجليزية)